# Малая Тальма
Малая Тальма  — река в Серовском городском округе Свердловской области. Истоки на водоразделе рек Лозьва и Сосьва, в 2 км восточнее истока устьевой реки Тальма. Течёт сначала на восток, затем на юг между возвышенностями водораздела, затем на восток вдоль северной части болота Аничково, берега в нижнем течении заболочены. Устье реки находится в 62 км по правому берегу реки Тальма. Уровень уреза воды в устье 64,5 м. Длина реки составляет 19 км, по другим данным 23 км.
Система водного объекта: Тальма → Лозьва → Тавда → Тобол → Иртыш → Обь → Карское море.

## Данные водного реестра
По данным государственного водного реестра России относится к Иртышскому бассейновому округу, водохозяйственный участок реки — Тавда от истока и до устья, без реки Сосьва от истока до водомерного поста у деревни Морозково, речной подбассейн реки — Тобол. Речной бассейн реки — Иртыш.
Код объекта в государственном водном реестре — 14010502512111200009472.